# Зинон Кападокијски
Преподобни Зинон или Зенон (старогрч. Ζηνων; средина 4. века - ~ 418) је хришћански подвижник, сиријски пустињак, преподобни.
Податке о Зеноновом животу износи Теодорит Кирски у 12. поглављу своје књиге „Историја богољубаца“. Зинон је рођен у Понту, у имућној породици. Овде је добио поуке из хришћанске побожности, као што пише Теодорит по речима самог Зинона: „Дана му је вода са извора Василија Великог. Служио је у војсци цара Валента, где је био ангажован на брзој испоруци писма. Непосредно после смрти цара Валента, 378. године, Зинон је напустио војну службу и преселио се из царских одаја у једну од гробница која се налазила на планини у близини Антиохије. Овде се Зинон бави Божанственим подвизавањем и живи у добровољном сиромаштву: он нема меку постељу, него спава на тврдом камењу једва покривеном сламом и ђубретом; без огњишта, без лонца, без бокала, без књиге; одећа му је отрцана крпа, а ципеле толико излизане да је потребно подвезати ђонове који су му отпадали. Храна – један хлеб за два дана, Зенон је добио од једног познаника; Воду је носио за себе, ишао је по њу на удаљени извор. 
Теодорит је први пут посетио пустињакову келију и разговарао са њим док је још био чтец. Недељом је Зинон одлазио у храм Божији, где се молио и причешћивао. Зенонова келија није имала ни засун ни браву, и није била чувана у њој осим смећа. Зинон је позајмљивао књиге од пријатеља једну по једну. Прочитао је све, а тек пошто га је вратио, узео још једну. Зинон је још имао богато имање у својој домовини. Осим тога, имао је малолетну браћу, са којима је морао да дели наследство које су наследили од својих родитеља. Зинон је дуго био оптерећен присуством овог богатства није хтео да напусти своју монашку келију и да оде у отаџбину; Зинон се такође плашио да повери продају баштине другим људима, плашећи се да ће наследство бити продато у бесцење и да ће његова браћа остати без ичега. Као резултат дугих мука, Зинон је нашао човека који је од њега купио имање по високој цени. Поделивши приходе између себе и своје браће, Зинон је дао свој новац предстојатељу Антиохијске цркве Александру (на епископској столици је био од 412. до 417. године). Зинон је живео у својој келији 40 година и умро је око 418. године.
Православна црква прославља светог Зинона 30. јануара (12. фебруара).